# Martin Moulet
Martin Moulet is een historisch Frans merk dat in 1956 de Variomatic 48 cc bromfiets maakte. Deze had uiteraard een variomatic automatische versnelling.